# José Laguillo Bonilla

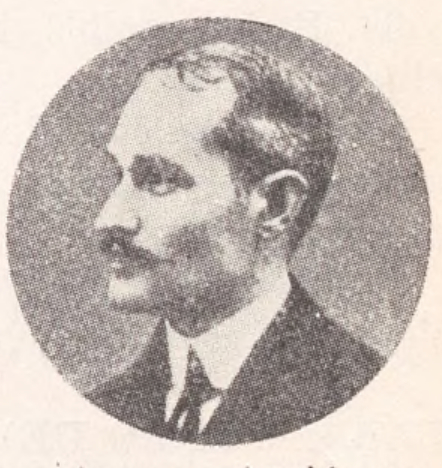
Retrato de José Laguillo Bonilla

José Laguillo Bonilla (1870-1959) fue un periodista español.

## Biografía
Nació en Sevilla en 1870, en el seno de una familia de clase media. Se graduó en Escuela Normal, aunque posteriormente desarrollaría su carrera profesional en el mundo del periodismo. Trabajó para los diarios sevillanos El Porvenir, La Iberia y El Liberal. Fue socio fundador de la Asociación de la Prensa de Sevilla. Si bien inicialmente entró como redactor del diario El Liberal, a partir de 1909 pasará a dirigirlo. Mantuvo este puesto entre 1909 y 1936. Bajo su dirección, El Liberal tuvo un importante éxito periodístico y se convirtió en uno de los diarios más importantes de Andalucía. Hombre de ideas monárquicas, tras la llegada de la República se mantuvo al frente de El Liberal aunque ya en 1933 intentó dimitir sin éxito. Acabaría dimitiendo a comienzos de 1936, después de que el diario acabase adoptando una línea editorial republicana.
Fuera del ámbito periodístico, Laguillo fue una persona de prestigio en Sevilla y tuvo una destacada actividad en su ciudad. Fue secretario personal de Manuel Hoyuela —presidente de la Diputación provincial— y concejal del Ayuntamiento de Sevilla entre 1927 y 1929. Llegó a gestionar la suscripción popular para la construcción del Monumento a Colón, que finalmente se levantaría en 1921. Apoyó entusiastamente la celebración de la Exposición Iberoamericana de 1929.